# Scaevola cunninghamii
Scaevola cunninghamii är en tvåhjärtbladig växtart som beskrevs av Dc. Scaevola cunninghamii ingår i släktet Scaevola och familjen Goodeniaceae. Inga underarter finns listade i Catalogue of Life.